# Фіджійці

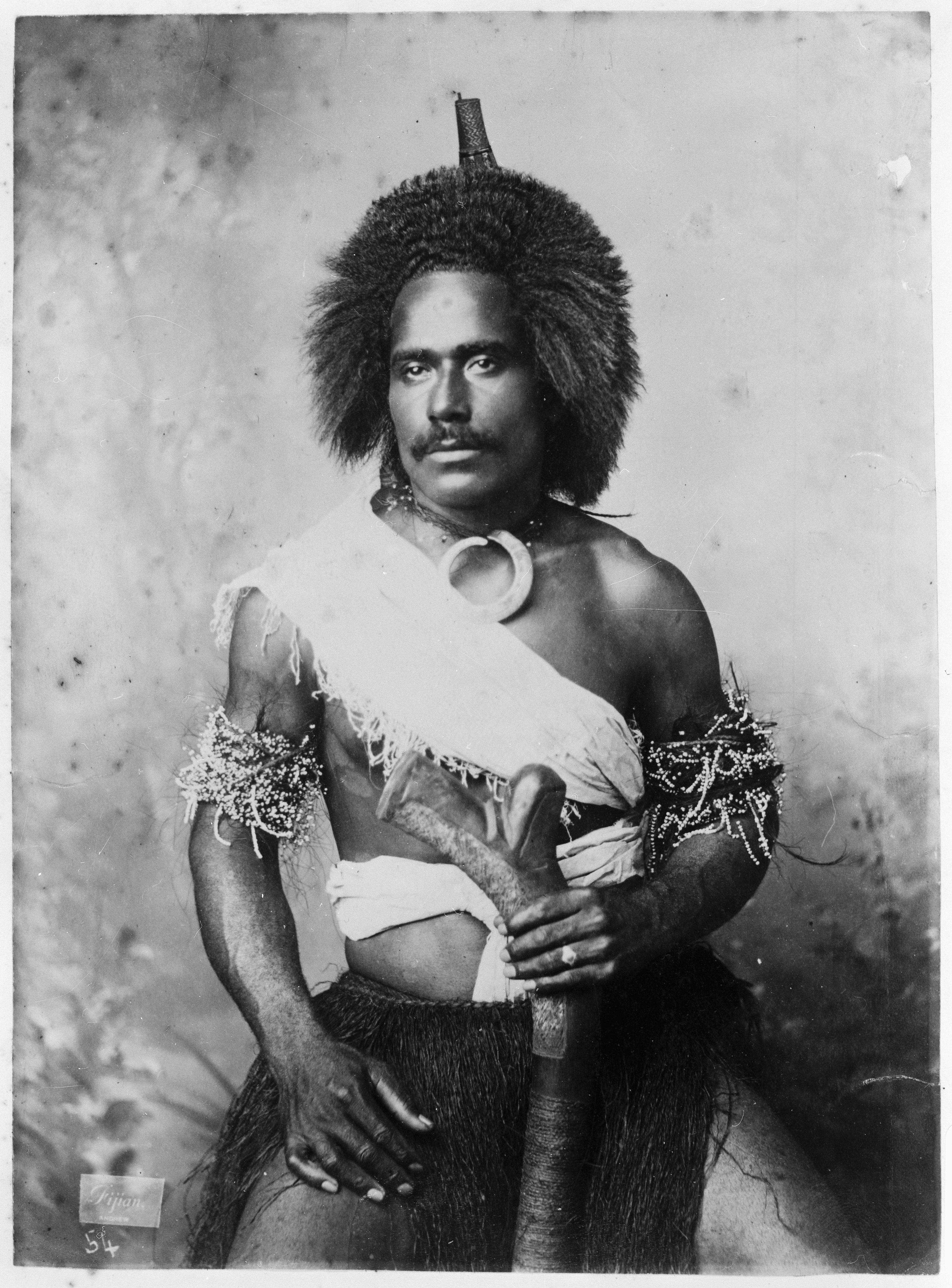
Чоловік-фіджієць

Фіджійці — корінне населення островів Фіджі, один з двох основних народів країни. Чисельність — близько 700 тис. чол., на Фіджі — 475 739 (2007). Мешкають також у Новій Зеландії, Австралії, Канаді. За антропологічним типом і культурі займають проміжне місце між меланезійцями і полінезійцями.
Розмовляють двома фіджійськими мовами: західнофіджійською і східнофіджійською. Перша дуже близька полінезійським мовам, друга об'єднується з мовою острова Ротума, а більш віддалено і з східно-Фіджійсько-полінезійськими мовами. Всі разом вони утворюють центрально-тихоокеанську гілку в складі океанічних мов. Літературна фіджі склалася на основі діалекту мбау. Писемність з XIX століття на латинській основі.
За релігії в основному протестанти (методисти та ін.).

## Походження
За походженням фіджійці пов'язані насамперед з меланезійцями. Це були перші поселенці на островах. Горяни більше зберегли меланезійських рис. В етногенезі фіджійців брали участь також тонганці та самоанці.
У XIX столітті фіджійці сформувалися в єдиний етнос в умовах колоніального панування Великої Британії.

## Господарство, культура
Основні заняття — ручне землеробство (таро, ямс, маніок, банани, кокосова пальма), рибальство, тваринництво. З ремесел розвинені виготовлення подвійних човнів (катамаранів), гончарство, плетіння циновок. Населення зайняте також у промисловості.
Житло — квадратне або овальне в плані, стовпової конструкції.
Одяг — спідниці, фартухи, пов'язки на стегнах. Нині поширений європейський одяг.
Їжа — в основному рослинні і рибні страви. М'ясо — рідкісний і престижний продукт.
Традиційні вірування — культи предків, вождів, пережитки тотемізму.
Фіджійці дуже добре грають у регбі-7, найкраще в світі.

## Видатні фіджійці
Осеа Колінісау — олімпійський чемпіон.